# Retiro (linea C metropolitana di Buenos Aires)
Retiro è uno dei due capolinea della linea C della metropolitana di Buenos Aires. Si trova sotto Avenida Dr. José Ramos Mejía, presso l'intersezione con Avenida del Libertador, nel barrio di Retiro.
È un'importante stazione di scambio perché permette l'accesso all'omonima stazione della linea E, sia alle stazioni di Retiro Mitre, Retiro Belgrano e Retiro San Martín e all'Autostazione di Retiro.

## Storia
La stazione è stata inaugurata il 6 febbraio 1936, quando fu aperto al traffico il secondo segmento della linea C compreso tra Diagonal Norte e Retiro.

## Interscambi
Nelle vicinanze della stazione effettuano fermata diverse linee di autobus urbani ed interurbani.
- Stazione ferroviaria (Stazione di Retiro Mitre)
- Stazione ferroviaria (Stazione di Retiro Belgrano)
- Stazione ferroviaria (Stazione di Retiro San Martín)
- Fermata metropolitana (Retiro, linea E)
- Fermata autobus

## Servizi
La stazione dispone di:
- Biglietteria a sportello
- Biglietteria automatica